# مارك زد. جاكوبسون
مارك زد. جاكوبسون (بالإنجليزية: Mark Z. Jacobson)‏ هو أستاذ جامعي أمريكي، ولد في 1965.